# Ozyptila nongae
Ozyptila nongae es una especie de araña cangrejo del género Ozyptila, familia Thomisidae.

## Distribución
Esta especie se encuentra en Rusia (Lejano Oriente), China, Corea y Japón.